# Svante Ingelsson
Svante Ulf Ingel Ingelsson (* 14. Juni 1998 in Kalmar) ist ein schwedischer Fußballspieler. Der Mittelfeldspieler, der auch auf den Flügeln einsetzbar ist, steht in England beim Zweitligisten Sheffield Wednesday unter Vertrag.

## Karriere

### Verein
Ingelsson war in seiner Jugendzeit beim IFK Berga sowie in seiner Geburtsstadt für den Kalmar FF aktiv, mit dessen U19 und U21 er in den jeweils höchsten Nachwuchsligen spielte. Mit 17 debütierte er für die erste Herrenmannschaft des Vereins in der Allsvenskan. Ab Sommer 2015 pendelte Ingelsson, der nun häufig die Position eines offensiv ausgerichteten Mittelfeldspielers bekleidete, zwischen der U21 und den Profis; bereits im Vorfeld hatte er seinen ersten Profivertrag erhalten. In der Saison 2017 wurde der Mittelfeldspieler regelmäßig eingesetzt, jedoch im Frühjahr in die italienische Serie A an Udinese Calcio verkauft. Dessen Cheftrainer Luigi Delneri ließ oft ein offensives 4-3-3-System spielen, weshalb der Schwede hinter den Flügelspielern im Mittelfeld die „Sechser“ Antonin Bárak und Valon Behrami vor sich auf dem Feld spielen hatte.
Die Spielzeit 2018/19 verpasste Ingelsson beinahe komplett aufgrund einer Schulterverletzung sowie einer Reha nach einer Operation am Kreuzband. Nach seiner Genesung war der Schwede leihweise für den italienischen Zweitligisten Delfino Pescara aktiv, kam aber nur auf vier Hinrundeneinsätze auf dem rechten Flügel sowie im zentralen Mittelfeld. Nach vorzeitiger Beendigung des Leihgeschäfts wurde Ingelsson an seinen alten Verein Kalmar FF verliehen, wo er als Stammkraft variabel im Mittelfeld eingesetzt wurde. Nach Saisonende kehrte der Schwede nicht nach Italien zurück und wurde für die Zweitligasaison 2020/21 nach Deutschland an den SC Paderborn 07, der im Anschluss eine Kaufoption besaß, weiterverliehen. Beim Bundesligaabsteiger etablierte sich der Schwede rasch im zentralen Mittelfeld neben Julian Justvan, wurde aber in der Rückrunde durch Maximilian Thalhammer, einen anderen Neuzugang, verdrängt. In der Saisonendphase führte je ein Assist des Schweden zu einem Remis gegen den späteren Absteiger VfL Osnabrück sowie zu einem Sieg gegen Fortuna Düsseldorf.
Im Juni 2021 unterschrieb Ingelsson einen Zweijahresvertrag mit Option auf Verlängerung beim Zweitligaaufsteiger Hansa Rostock. Damit wurde der 23-Jährige zum elften Schweden im Dienste der Ostseestädter. Unter Hansa-Trainer Jens Härtel gab er am 1. Spieltag der Saison 2021/22 im Ostseestadion gegen den Karlsruher SC (1:3) sein Startelfdebüt. Weiterhin lief der Offensivmann im DFB-Pokal 2021/22 zweimal auf und erreichte mit der Kogge das Achtelfinale, schied dort allerdings gegen den Bundesligisten RB Leipzig mit 0:2 aus. Im Sommer 2023 verlängerte er seinen Vertrag in Rostock bis 2026. Nachdem die Norddeutschen am Ende der Saison 2023/24 in die 3. Liga abgestiegen waren, verließ er den Verein, da sein Vertrag dort nicht gültig war.
Am 28. Juni 2024 nahm ihn dann der englische Zweitligist Sheffield Wednesday unter Vertrag.

### Nationalmannschaft
Ab der U-16-Auswahl war Ingelsson schwedischer Nachwuchsnationalspieler. Mit der U-17 nahm er zweimal erfolglos an Qualifikationsrunden zu Europameisterschaften teil, mit der U-19 einmal. Von 2017 bis 2020 stand Ingelsson dann im Kader der U-21-Nationalmannschaft, mit denen er die Qualifikation zur Europameisterschaft 2021 verpasste. In 14 Partien schoss er zwei Treffer für die Auswahl.